# Ministro Andreazza
Ministro Andreazza este un oraș în Rondônia (RO), Brazilia.